# Escudo de Sinaloa (municipio)
El escudo de armas del municipio de Sinaloa en el estado del mismo nombre en México se divide, principalmente, en cuatro cuarteles:

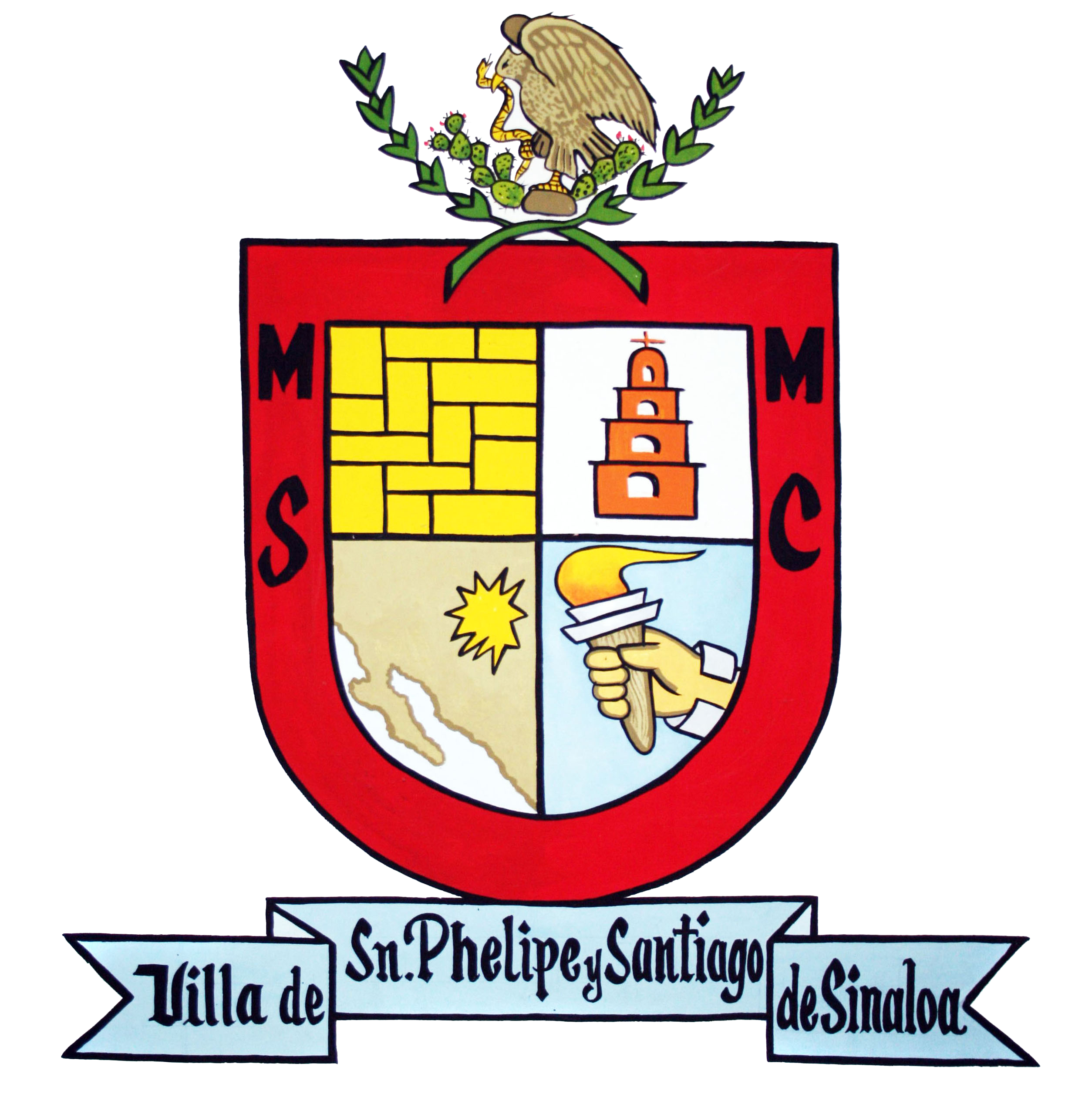
Escudo de Sinaloa.

- Primero: Cuenta con una especie de tejido de petate el cual representa el antiguo Petatlán, nombre primitivo de la región y del río Sinaloa, esta palabra nahuatl significa "lugar de petates", "de esteras", al arribar los primeros españoles a la región observaron que paredes de las casas eran construidas con ese material. También simboliza los aguerridos y bravos indígenas cahitas que poblaron esta zona y que tantas dificultades causaron a los conquistadores.

- Segundo: Se observa una torre que en este escudo no representa fortalezas ni castillos como es costumbre, sino que simboliza la iglesia construida por misioneros de la Compañía de Jesús en la Villa de Sinaloa así como la fundación del poblado hecha en 1853 por Antonio Ruiz, Juan Martínez del Castillo, Bartolomé de Mondragón, Tomás de Soberanes y Juan Caballero.

- Tercero: Este cuartel cuenta con una estrella en un campo verde que representa la parte noroeste de México y el suroeste de los Estados Unidos de América, junto a un color azul que simboliza el Océano Pacífico. La estrella representa las misiones de los Jesuitas.

- Cuarto: Se ve una mano empuñando una antorcha que simboliza el movimiento armado del pueblo mexicano para conquistar su independencia iniciado por el mártir prorevolucionario Gabriel Leyva Solano. La mano cuenta con un grillete roto simbolizando la liberación de las masas de la opresión vivida en la época.

Sobre el escudo se cuenta con el águila símbolo de la nacionalidad mexicana. Debajo se observan las palabras "Villa de San Phelipe y Santiago de Sinaloa" que fue el nombre original de la población.
- Datos: Q5838315